# Po dyżurze
Po dyżurze (ang. Out of Practice, 2005–2006) – amerykański serial komediowy nadawany przez stację CBS od 19 września 2005 roku. W Polsce nadawany był przez Comedy Central od 26 czerwca 2007 roku. Obecnie nadawany jest przez Comedy Central Family.

## Opis fabuły
Akcja serialu rozpoczyna się sześć miesięcy po rozwodzie Lydii (Stockard Channing) i Stewarta (Henry Winkler), rodziców głównego bohatera Benjamina (Christopher Gorham), psychologa. Obydwoje wraz z Benem i dwójką rodzeństwa pracują w jednym szpitalu. Każde z nich jest wybitnym lekarzem, jednak mimo to mogliby się wiele nauczyć od młodego psychologa.

## Obsada
- Stockard Channing jako Lydia Barnes
- Henry Winkler jako Stewart Barnes, były mąż Lydii
- Christopher Gorham jako Benjamin Barnes, syn Stewarta i Lydii
- Paula Marshall jako Regina Barnes, córka Stewarta i Lydii
- Ty Burrell jako Oliver Barnes, syn Stewarta i Lydii
- Jennifer Tilly jako Crystal, dziewczyna Stewarta

## Lista odcinków

### Sezon 1
1. "Pilot" (19 września 2005)
2. "We Wanna Hold Your Hand" (26 września 2005)
3. "And I'll Cry If I Want To"	(3 października 2005)
4. "The Truth About Nerds and Dogs" (10 października 2005)
5. "Brothers Grim" (17 października 2005)
6. "The Heartbreak Kid" (24 października 2005)
7. "Key Ingredients" (7 listopada 2005)
8. "The Wedding" (14 listopada 2005)
9. "Thanks" (21 listopada 2005)
10. "Guilt Trip" (28 listopada 2005)
11. "New Year's Eve" (19 grudnia 2005)
12. "Yours, Mine or His?" (9 stycznia 2006)
13. "Model Behavior" (22 marca 2006)
14. "Hot Water" (29 marca 2006)
15. "You Win Some, You Use Some" (nieemitowany)
16. "Doctor of the Year" (nieemitowany)
17. "Restaurant Row" (nieemitowany)
18. "Losing Patients" (nieemitowany)
19. "Doctors without Bidders" (nieemitowany)
20. "If These Floors Could Talk" (nieemitowany)
21. "The Lady Doth Protest Too Much" (nieemitowany)
22. "Breaking Up Is Hard to Do and Do and Do" (nieemitowany)